# Milazzo (stolica tytularna)
Milazzo – stolica historycznej diecezji w Cesarstwie Bizantyńskim (prowincja Sicilia), współcześnie we Włoszech. Powstała w VI wieku, przestała istnieć około 900 r. Od 2018 katolickie biskupstwo tytularne. 

## Biskupi tytularni
| Lp. | Biskup       | Funkcja             | Od              | Do |
| --- | ------------ | ------------------- | --------------- | -- |
| 1   | Paolo Borgia | nuncjusz apostolski | 3 września 2019 |    |